# Zbunin (przystanek kolejowy)
Zbunin (biał. Збунін; ros. Збунин) – przystanek kolejowy pomiędzy miejscowościami Zbunin i Alcha, w rejonie brzeskim, w obwodzie brzeskim, na Białorusi.